# 大河内信古
大河内 信古（おおこうち のぶひさ）は、三河吉田藩の第7代（最後）の藩主。松平伊豆守系大河内松平家11代。はじめ松平信古と名乗る。

## 生涯
文政12年（1829年）4月23日、越前鯖江藩主間部詮勝の次男として江戸で生まれる。間部家時代は元服後に間部詮信を名乗った。嘉永2年（1849年）9月24日に吉田藩主松平信璋の没後婿養子に迎えられ、同26日に信古と名乗る。同年11月15日に家督を相続し、12月1日に家督の御礼として初めて将軍家慶・世子家定に拝謁する。その後奏者番、寺社奉行を歴任する。
万延元年（1860年）5月に正室が男子を出産するが、母子ともに亡くなってしまう。信古は異姓養子であったため、大河内松平家の血縁の女性を継室に迎えることが求められ、文久元年（1861年）12月10日に松平信祝の娘の血を引く越後新発田藩主溝口直溥の娘・鋹子を継室に迎えた。
文久2年（1862年）6月30日に大坂城代に登用され大坂に向かうが、この時に継室の同伴を願い出て許されている。大坂城代在任中は幕末の動乱期であり、約200年ぶりの将軍上洛や生野の変、第一次長州征討など様々な難問が山積していた時期であった。
慶応元年（1865年）1月に江戸に召し出され、2月15日に溜間詰格となる。溜間詰は特定の親藩・譜代数家が世襲するもので、重要事について幕閣の諮問を受ける地位であった。これに老中を永年勤めて退任した大名が1代限りで溜間詰格として加わることがあった。したがって、老中を経験していない信古が任命されたのは異例の抜擢と言える。
慶応3年（1867年）12月13日、将軍慶喜に合流するため幕府の軍艦翔鶴丸で品川沖を発する。途中暴風雨に見舞われ、同月25日にようやく天保山沖に到着する。しかし慶応4年（1868年）1月3日に鳥羽・伏見の戦いで旧幕府軍が敗れ、慶喜がひそかに大坂を脱出すると信古も大坂を離れ、陸路を経て吉田城へ帰城する。それまで吉田藩は穂積清軒らの佐幕派と勤王派に分かれていたが、間もなく新政府軍に加わり、家名も「松平」から「大河内」に復姓した。
新政府側についた吉田藩は、鳥羽・伏見で旧幕府軍を指揮した大河内正質（信古の実弟）が藩主であった上総大多喜藩の領知人民を預けられ、さらには江戸を追放された信古の実父・間部詮勝の護送役も命じられた。
明治4年（1871年）7月14日に廃藩となると東京谷中へ移住し、1884年（明治17年）7月8日に子爵を叙爵した。1888年（明治21年）11月27日に死去。享年60。

## 人物
絵画を好み、吉田藩御用絵師稲田文笠に師事した。松峰という画号を持ち、多くの作品を残している。

## 年表
※ 日付は1871年（明治4年）まで旧暦。
- 1849年（嘉永2年）11月15日、家督相続し、三河国吉田藩主となる。
  - 12月16日、従五位下・伊豆守に叙任。
- 1853年（嘉永6年）3月30日、幕府奏者番に就任。
- 1859年（安政6年）2月13日、寺社奉行を兼帯。
- 1862年（文久2年）6月30日、大坂城代に異動し、従四位下に昇叙。伊豆守如元。
- 1864年（元治元年）12月22日、刑部大輔に転任（同年11月10日、老中に松前崇広が就任したことにより、内規により転任）。
- 1865年（慶応元年）2月15日、大坂城代を免じ、溜間詰格となる。
- 1868年（慶応4年）2月、松平の家名を大河内に変更。
- 1869年（明治2年）6月19日、吉田藩知事に就任。
  - 8月7日、吉田の地名を豊橋に変更し、豊橋藩となる。
- 1871年（明治4年）7月14日、豊橋藩は廃藩となり、藩知事退任。
- 1884年（明治17年）7月8日、子爵位を授かる。

## 栄典
- 1887年（明治20年）12月26日 - 正四位[3]

## 家族
父母
- 間部詮勝（実父）
- 簾（実母） - 松平康任の娘
- 松平信璋（養父）

正室、継室
- 房姫（正室） - 松平信璋の養女、松平信順の娘
- 鋹子（継室） - 溝口直溥の娘

子女
- 某
- 大河内信好
- 大河内小三郎
- 大河内信成
- 大河内一子（大河内正敏夫人）